# The Used
The Used ist eine US-amerikanische Post-Hardcore-Band aus Orem, Utah.
Kennzeichnend für die Musik der Gruppe war insbesondere die zwischen Gesang und Shouting schwankende Stimme des Sängers Robert Edward McCracken (genannt Bert McCracken). Wurde die Gruppe zu Beginn ihrer Karriere noch gelegentlich mit Post-Hardcorebands wie Glassjaw verglichen, gelten mittlerweile eher Gruppen wie Fall Out Boy und die ehemals befreundeten My Chemical Romance als Bezugspunkte. Insgesamt verkaufte die Band 2,5 Millionen CDs weltweit.

## Bandgeschichte
1997 gründeten Quinn Allman, Jepharee Howard und Branden Steineckert zusammen eine Band; da sie jedoch keinen Sänger hatten und auch ihre Gesangsversuche nicht allzu erfolgreich waren, veranstalteten sie ein Casting, um einen Sänger zu finden. Quinn erinnerte sich nach ungefähr 50 Sängern an Bert McCracken, den er aus der Highschool kannte, und so sang McCracken vor. Die anderen drei übergaben ihm eine CD mit Aufnahmen eines ihrer Stücke, jedoch ohne Gesang. Am nächsten Tag hatte McCracken einen kompletten Gesangspart zu diesem Stück geschrieben, welcher später Maybe Memories wurde. Sie spielten aber erst ab 1999 zusammen; offiziell wird das Gründungsjahr 2000 angegeben.
Die ersten Auftritte in der Mormonenstadt Salt Lake City endeten aufgrund des Spannungsverhältnisses zwischen der dort ansässigen Religionsgemeinschaft und McCrackens explosiven Verhaltens auf der Bühne mit dem freundlichen, aber bestimmten Rat, sich doch bitte andere Auftrittsorte zu suchen. Nach einigen Touren durch die Vereinigten Staaten wurden sie vom Musiklabel Reprise Records entdeckt. The Used nahmen dann 2002 ihr erstes, selbstbetiteltes Album auf. Das von John Feldmann, dem Sänger der Band Goldfinger produzierte Werk kam bis auf Platz 63 in den Billboard 200, bekam in USA Gold und verkaufte sich weltweit über eine Million Mal. Sänger Bert McCracken war zwischendurch kurz mit Kelly Osbourne liiert, was ihm großes Medienecho und einige Auftritte in der Realityshow The Osbournes bescherte.

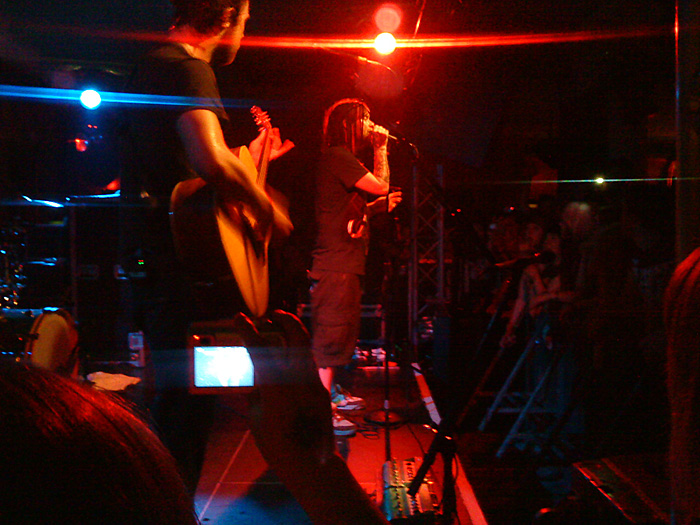
The Used während des Konzerts in München am 8. August 2009

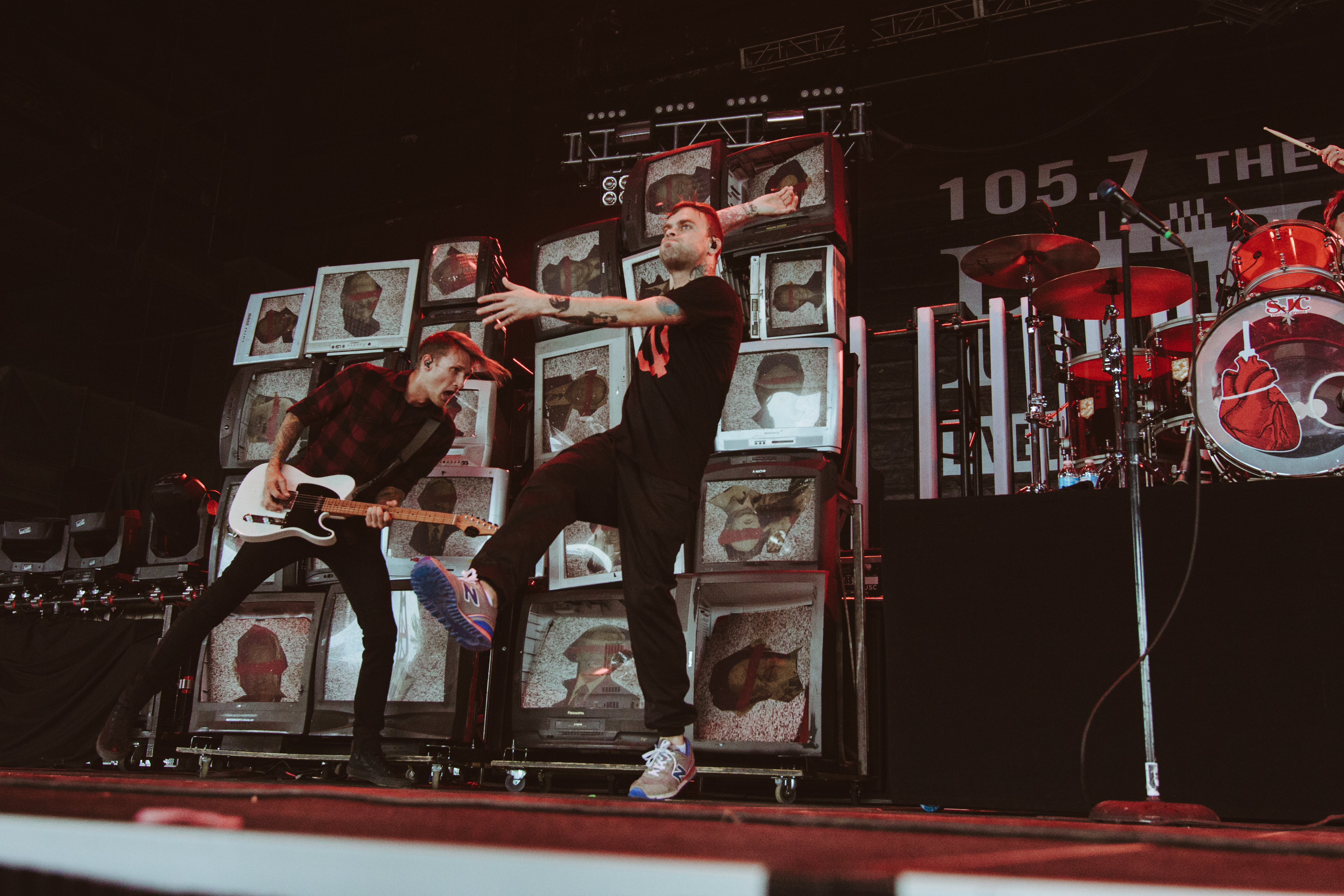
Justin Shekoski und Bert McCracken 2015

2004 erschien das wiederum von Feldmann produzierte zweite Album In Love and Death, das als massenkompatibler als der Vorgänger gilt, und sich in den Top 10 der amerikanischen Albumcharts platzierte. An dem Song Take It Away arbeiteten Danny Lohner und Josh Eustis (Black Light Burns) mit. 2006 verließ Schlagzeuger Branden Steineckert die Gruppe. Er schloss sich der Punkband Rancid an.
Im Februar 2007 erschien ein Live-Album mit neun Titeln und einer DVD im Doppelpack, welches den Namen Berth trägt. Am 18. Mai 2007 erschien das Studioalbum Lies for the Liars, das auf Platz 5 der amerikanischen Billboard-Charts einstieg. Zudem kam ein neues Bandmitglied dazu. Dan Whitesides ist der neue Drummer, der zuvor bei der befreundeten Band The New Transit Direction am Schlagzeug saß.
Am 28. August 2009 erschien das vierte Studio-Album der Band namens Artwork, welches als eine Platte …, dessen explizites Cover in keinem nachvollziehbaren Verhältnis zum Inhalt steht bezeichnet wurde. Die erste Single Blood on my Hands wurde bereits vorab am 1. Juni 2009 veröffentlicht. Im Sommer 2009 tourte die Band durch vier deutsche Städte, um ihr neues Album vorzustellen.
Auf ihrer offiziellen Homepage ließ die Band am 29. April 2010 verlauten, dass alle europäischen Tourtermine und Auftritte 2010 aufgrund von Problemen mit dem Management abgesagt wurden.
Aufgrund existierender Probleme mit Warner gründen The Used 2010 ihr eigenes Plattenlabel Anger Music Group, über das zwei Jahre später „Vulnerable“ erscheint. Musikalisch behält die Band ihre poppige Linie bei und verzichtet größtenteils auf das Shouting von McCracken. Wegen der „kriminellen“ Vergangenheit des Sängers darf McCracken nicht in Kanada einreisen, weshalb The Used ihre bevorstehende Tour absagen mussten.
Im Frühjahr 2012 erschien mit Vulnerable ein neues Album der Band, das erneut von Stammproduzent John Feldmann produziert wurde. Die Stimme war zudem nicht mehr mit der auf den anfänglichen Alben zu vergleichen, denn diese bestand nun aus softeren Klängen und poppigeren Tönen und nicht mehr aus Shouting und „explosivem Verhalten“.
2015 wollte Quinn Allman eine Pause einlegen. Später ließ die Band verlauten, dass sie sich im Guten von Allman getrennt hätten und ab sofort der Gitarrist Justin Shekoski der Band Saosin seine Position antrete.
Am 27. Oktober 2017 brachte die Band das Album the Canyon heraus. Zudem veröffentlichte sie ein Musikvideo zur Single Over and Over Again, in dem deutlich wurde, dass die Band sich weiterhin von ihren anfänglichen Hardcorezeiten löste.

## Diskografie

### Alben
| Jahr | Titel                         | Höchstplatzierung, Gesamtwochen, AuszeichnungChartplatzierungen (Jahr, Titel, Platzierungen, Wochen, Auszeichnungen, Anmerkungen) | Höchstplatzierung, Gesamtwochen, AuszeichnungChartplatzierungen (Jahr, Titel, Platzierungen, Wochen, Auszeichnungen, Anmerkungen) | Höchstplatzierung, Gesamtwochen, AuszeichnungChartplatzierungen (Jahr, Titel, Platzierungen, Wochen, Auszeichnungen, Anmerkungen) | Höchstplatzierung, Gesamtwochen, AuszeichnungChartplatzierungen (Jahr, Titel, Platzierungen, Wochen, Auszeichnungen, Anmerkungen) | Anmerkungen                                     |
| Jahr | Titel                         | DE | AT | UK | US | Anmerkungen                                     |
| ---- | ----------------------------- | --- | --- | --- | --- | ----------------------------------------------- |
| 2002 | The Used                      | DE87 (1 Wo.)DE | — | UK— SilberUK | US63 Platin · (34 Wo.)US | Erstveröffentlichung: 25. Juni 2002             |
| 2003 | Maybe Memories                | — | — | — | US84 (2 Wo.)US | Erstveröffentlichung: 15. Juli 2003             |
| 2004 | In Love and Death             | — | — | UK— SilberUK | US6 Platin · (36 Wo.)US | Erstveröffentlichung: 28. September 2004        |
| 2007 | Berth                         | — | — | — | US71 (1 Wo.)US | Erstveröffentlichung: 6. Februar 2007 Livealbum |
| 2007 | Lies for the Liars            | DE61 (1 Wo.)DE | AT48 (1 Wo.)AT | UK39 (2 Wo.)UK | US5 Gold · (16 Wo.)US | Erstveröffentlichung: 22. Mai 2007              |
| 2009 | Artwork                       | — | — | UK63 (1 Wo.)UK | US10 (9 Wo.)US | Erstveröffentlichung: 31. August 2009           |
| 2012 | Vulnerable                    | — | — | UK65 (1 Wo.)UK | US8 (4 Wo.)US | Erstveröffentlichung: 26. März 2012             |
| 2013 | The Ocean of the Sky          | — | — | — | US108 (1 Wo.)US | Erstveröffentlichung: 9. Juli 2013 EP           |
| 2014 | Imaginary Enemy               | — | — | UK78 (1 Wo.)UK | US14 (2 Wo.)US | Erstveröffentlichung: 1. April 2014             |
| 2016 | Live & Acoustic at the Palace | — | — | — | US30 (1 Wo.)US | Erstveröffentlichung: 1. April 2016 Livealbum   |
| 2017 | The Canyon                    | — | — | — | US50 (1 Wo.)US | Erstveröffentlichung: 27. Oktober 2017          |
| 2020 | Heartwork                     | — | — | — | US87 (1 Wo.)US | Erstveröffentlichung: 24. April 2020            |
| 2023 | Toxic Positivity              | — | — | — | — | Erstveröffentlichung: 19. Mai 2023              |

Weitere EPs
- 2008: Shallow Believer
- 2019: Live from Maida Vale

### Singles
| Jahr | Titel Album                      | Höchstplatzierung, Gesamtwochen, AuszeichnungChartplatzierungen (Jahr, Titel, Album, Platzierungen, Wochen, Auszeichnungen, Anmerkungen) | Höchstplatzierung, Gesamtwochen, AuszeichnungChartplatzierungen (Jahr, Titel, Album, Platzierungen, Wochen, Auszeichnungen, Anmerkungen) | Anmerkungen             |
| Jahr | Titel Album                      | UK | US | Anmerkungen             |
| ---- | -------------------------------- | --- | --- | ----------------------- |
| 2003 | The Taste of Ink The Used        | UK52 (2 Wo.)UK | — |                         |
| 2005 | Take It Away In Love and Death   | UK44 (2 Wo.)UK | — |                         |
| 2005 | Under Pressure In Love and Death | — | US41 (3 Wo.)US | mit My Chemical Romance |

Weitere Singles
- 2002: A Box Full of Sharp Objects
- 2002: The Taste of Ink
- 2002: Buried Myself Alive
- 2003: Blue and Yellow
- 2004: Take It Away
- 2004: All That I’ve Got
- 2005: I Caught Fire (In Your Eyes)
- 2005: Under Pressure
- 2007: The Bird and the Worm
- 2007: Pretty Handsome Awkward
- 2009: Blood on My Hands
- 2009: Empty with You
- 2012: I Come Alive
- 2012: Put Me Out
- 2014: Cry
- 2016: The Bird and the Worm(Akustik)
- 2017: Over and Over Again
- 2020: Paradise Lost, a Poem by John Milton
- 2020: Cathedral Bell
- 2022: Fuck You
- 2023: People Are Vomit

Videoalben
- 2003: Maybe Memories (US: Platin)
- 2007: Berth (US: Gold)
- 2007: Lies for the Liars (Special Edition)

### Sonstiges
- 2007: Beitrag zum Soundtrack des Films Transformers mit der Single Pretty Handsome Awkward
- 2009: Beitrag zum Soundtrack des Films Transformers – Die Rache mit der Coverversion von Burning Down the House

## Auszeichnungen für Musikverkäufe
| Goldene Schallplatte - Australien - 2005: für das Album In Love and Death - 2007: für das Album The Used - Kanada - 2005: für das Album The Used |

Anmerkung: Auszeichnungen in Ländern aus den Charttabellen bzw. Chartboxen sind in ebendiesen zu finden.
| Land/RegionAuszeichnungen für Musikverkäufe (Land/Region, Auszeichnungen, Verkäufe, Quellen) | Silber     | Gold     | Platin     | Verkäufe  | Quellen         |
| -------------------------------------------------------------------------------------------- | ---------- | -------- | ---------- | --------- | --------------- |
| Australien (ARIA)                                                                            | —          | 2× Gold2 | —          | 70.000    | aria.com.au     |
| Kanada (MC)                                                                                  | —          | Gold1    | —          | 50.000    | musiccanada.com |
| Vereinigte Staaten (RIAA)                                                                    | —          | 2× Gold2 | 3× Platin3 | 4.000.000 | riaa.com        |
| Vereinigtes Königreich (BPI)                                                                 | 2× Silber2 | —        | —          | 120.000   | bpi.co.uk       |
| Insgesamt                                                                                    | 2× Silber2 | 5× Gold5 | 3× Platin3 |           |                 |